# Polizeiruf 110: Harmloser Anfang
Harmloser Anfang ist ein deutscher Kriminalfilm von Helmut Nitzschke aus dem Jahr 1981. Der Fernsehfilm erschien als 73. Folge der Filmreihe Polizeiruf 110.

## Handlung
Auf einer Abteilungsexkursion nach Dresden erklärt der Leiter der Betriebspoliklinik, Dr. Günter Siebold, seinem Freund, Abteilungsleiter Hermann Gaffrei, dass er mit seiner Freundin Barbara Kuhnt Schluss machen will. Seine neue Freundin ist eine alte Bekannte, die er zum abendlichen Tanz der Exkursionsgruppe eingeladen hat. Er will sie wie zufällig begrüßen und den Abend mit ihr verbringen. Hermann soll ihn decken und sich um Barbara kümmern, die Hermanns Sachbearbeiterin ist. Hermann lehnt ab und erklärt Günter auch, dass er nicht verstehe, warum er eine so schöne und patente Frau wie Barbara nicht halten will. Beide Männer wissen nicht, dass Barbara ihr Gespräch belauscht. Als Günter am Abend wie zufällig seine Bekannte in der Disko anspricht, macht Barbara vor Ort mit ihm Schluss und geht. Hermann eilt ihr nach, und sie gesteht ihm, dass sie ihn mag, weil er im Gegensatz zu anderen Männern nie etwas von ihr wollte. Sie gibt ihm einen Freundschaftskuss. Nachts geht Hermann auf ihr Hotelzimmer und gesteht ihr, dass er seine Gefühle für sie nur unterdrückt habe. Beide verbringen die Nacht zusammen, und Hermann plant, für sie seine Familie – mit seiner Frau Elise hat er eine fast volljährige Tochter – zu verlassen. Er lässt ihr am nächsten Morgen an der Rezeption einen Brief übergeben, in dem er Dutzende Mal „Ich liebe dich“ geschrieben hat. Vor den Kollegen bewahren sie über ihre Beziehung Stillschweigen. Sie wollen sie erst öffentlich machen, wenn Hermann die Scheidung eingereicht hat.
Schon auf der Heimfahrt will Günter sich mit Hermanns Hilfe mit Barbara versöhnen, doch Hermann wiegelt ab. Auch später im Betrieb will er Günter bei seinen Versuchen, Barbara zurückzugewinnen, nicht helfen. Er begründet es damit, dass er schließlich Barbaras Vorgesetzter sei. Bald jedoch bemerkt Hermann, dass er in seiner Familie fest verankert ist. Auch wenn das Leben mit seiner Frau wenig aufregend ist, ist eine Vertrautheit da. Im Büro sucht Barbara Hermann auf, und er gesteht ihr, dass er seiner Frau noch nichts von der Scheidung erzählt habe. Sie besteht darauf, dass er es ihr am Abend sagt, obwohl sie an dem Tag Geburtstag hat. Auf der Geburtstagsfeier ruft Barbara bei Hermann an. Beide wohnen in gegenüberliegenden Häusern, und Hermann geht notgedrungen kurz zu ihr. Seine Tochter sieht wenig später einen Mann an Barbaras Fenster, kurz danach eilt Günter aus Barbaras Haus. Unbemerkt kommt Hermann dazu, der blass ist, es jedoch auf den Stress schiebt. Weil es ihm nicht gut geht, geht er vorzeitig schlafen.
Am nächsten Tag findet Günter die unbekleidete, und mit einem Bademantel bedeckte Leiche von Barbara in ihrer Wohnung. Hauptmann Peter Fuchs und Oberleutnant Jürgen Hübner beginnen mit den Ermittlungen. Sie finden schnell heraus, dass Günter in der Nacht im Wohnhaus von Barbara war, doch erweist sich sein Alibi als stichhaltig. Er wurde von einem älteren Bewohner des Hauses gesehen und beide redeten kurz miteinander, als Günter Barbaras Wohnungstür verschlossen vorfand. Hermanns Tochter Ines sagt zunächst aus, sie habe einen ihr bekannten Mann an Barbaras Fenster gesehen. Sie weiß jedoch nicht, wer er war. Am nächsten Tag schließt sie sich in ihr Zimmer ein und verweigert die Aussage: Sie ahnt, dass ihr Vater am Fenster stand. Hermann wird von seinen Schuldgefühlen geplagt und erleidet einen Nervenzusammenbruch. Er beschuldigt sich nachts der Tat und gesteht seiner Frau, mit Barbara geschlafen zu haben. Der herbeigerufene Günter gibt Hermann eine Beruhigungsspritze. Vor der Polizei meint Günter, Hermanns Selbstbezichtigung sei nicht glaubhaft. Längst haben die Ermittler jedoch Hermanns Brief an Barbara gefunden. Er befand sich in einem Koffer, den Barbara kurz vor ihrem Tod an ihre Schwester geschickt hatte, da sie bei ihr mit Hermann einziehen wollte. Als die Ermittler am nächsten Tag zu Hermann gehen, erwartet er sie bereits. Er hat einen Koffer für das Gefängnis gepackt und gesteht den Ermittlern beim Verhör, dass er von der Geburtstagsfeier aus bei Barbara war. Er habe ihr gesagt, dass er sich nicht von seiner Frau trennen werde. Sie habe sich daraufhin nackt ausgezogen und wollte so vor seine Frau und die Gäste treten. Sie wollte öffentlich machen, dass er nicht nur sie, sondern auch seine Frau belogen habe. Als sie nicht zur Vernunft kommen wollte, erschlug Hermann sie.

## Produktion
Harmloser Anfang wurde vom 4. November bis 5. Dezember 1980 unter dem Arbeitstitel Das Mädchen in Golßen und Dresden gedreht. Einer der Drehorte war das Hygienemuseum mit der Gläsernen Frau. Die Kostüme des Films schuf Karin Pas, die Filmbauten stammen von Karin Schmidt. Der Film erlebte am 2. August 1981 im 1. Programm des Fernsehens der DDR seine Premiere. Die Zuschauerbeteiligung lag bei 48,3 Prozent.
Es war die 73. Folge der Filmreihe Polizeiruf 110. Hauptmann Peter Fuchs ermittelte in seinem 46. Fall und Oberleutnant Jürgen Hübner in seinem 33. Fall. Die Kritik schrieb, dass sich Regisseur Helmut Nitzschke im Film „der gesellschaftskritischen Attitüde enthielt und [sich] ganz auf die Tat aus Leidenschaft, den Totschlag im Affekt konzentriert. Nitzschke […] zeigt sich als stil- und formbewußter Regisseur“, so werden die drei Abschnitte des Films – Liebesbeziehung, Ermittlung, Tathergang – in unterschiedlicher Beleuchtung und damit Temperatur gezeigt.